# یان بوریل
یان بوریل (انگلیسی: Jan Bořil؛ زادهٔ ۱۱ ژانویهٔ ۱۹۹۱) بازیکن فوتبال اهل جمهوری چک است.
از باشگاه‌هایی که در آن بازی کرده‌است می‌توان به باشگاه فوتبال اسلاویا پراگ، باشگاه فوتبال ویکتوریا ژیژکوف، و باشگاه فوتبال ملادا بولسلاف اشاره کرد.
وی همچنین در تیم‌های ملی فوتبال جمهوری چک بازی کرده‌است.